# Vĩnh Thành, Yên Thành
Vĩnh Thành là một xã thuộc huyện Yên Thành, tỉnh Nghệ An, Việt Nam.

## Đặc điểm
Đây là một xã địa đầu của huyện Yên Thành. Phía Đông nam tiếp giáp với xã Diễn Thắng, phía Đông bắc tiếp giáp với xã Diễn Minh (đều thuộc huyện Diễn Châu). Phía Tây nam giáp Viên Thành, phía Tây bắc giáp Long Thành, phía Bắc giáp Nhân Thành (đều thuộc huyện Yên Thành).Xã Vĩnh Thành gồm có 16 xóm: Phú Văn, Văn Điển, Trung Thành, Đông Thành, Tiên Trung, Tương Lai, Phì Nam,Phì Bắc, Ngọc Thành, Cao Sơn, Tân Vịnh, Bắc Tháp, Nam THáp, Đông Tháp, Vĩnh Phúc,Vĩnh Tiến.